# Kostel svatého Jiří (Pelhřimovy)
Kostel svatého Jiří Mučedníka na území zaniklé obce Pelhřimovy ve Slezských Rudolticích (okres Bruntál) je hřbitovní kostel postavený v 15. století. Kostel je chráněný jako kulturní památka České republiky.

## Historie
První písemné zmínky o obci pochází z roku 1377. První písemné zmínky o kostele pocházejí z roku 1600. Podle stavebního průzkumu a podobnosti půdorysu a prostorové dispozice s obdobnými slezskými vesnickými kostely z období 13. století se předpokládá, že vznik jádra kostela lze řadit do třetí čtvrtiny 13. století. Upravován byl v 17 a 18. století. V druhé polovině 19. století byla přistavěna západní předsíň s věží. Před druhou světovou válkou byla stržena valená klenba kněžiště a nahrazena plochým stropem. Po roce 1945 přestal sloužit svému účelu. V šedesátých letech sloužil jako sýpka ČSSS. Kostel svatého Jiří byl zařazen na Seznam ohrožených nemovitých památek. Hnutí Duha jej zachránilo před zánikem provedenými rozsáhlými opravami v letech 2006 až 2013.
Hřbitovní kostel je odsvěcen a Ostravsko-opavskou diecézí byl bezúplatně převeden Hnutí DUHA Jeseníky.

## Popis
Jednolodní plochostropá zděná stavba se závěrem. Na severní straně pravoúhlého kněžiště se přimyká obdélná kaple, která byla později využívána jako sakristie. Kostel má pět nízkých opěráků, tři podpírají loď kostela a dva jsou v rozích kněžiště. Cihlová barokní přístavba nese dřevěnou věž.
|           | Venkovní [m] | Vnitřní [m]  | Zdroj |
| --------- | ------------ | ------------ | ----- |
| Loď       | 16,8 × 10,66 | 14,48 × 8,42 | [ 3 ] |
| Presbytář | 9,03 × 9,0   | 7,9 × 6,83   | [ 3 ] |
| Sakristie | 6,42 × 3,7   | 5,45 × 2,76  | [ 3 ] |